# Louis Leschi
Louis Leschi (Bastia, 2 dicembre 1893 – Algeri, 7 gennaio 1954) è stato uno storico francese specializzato nella storia del Maghreb. Figlio di un accademico, Leschi lasciò un gran numero di articoli scientifici sull'archeologia e l'epigrafia, alcuni dei quali furono inclusi in un volume postumo pubblicato nel 1957.